# Tokayella
Tokayella es un género de foraminífero bentónico la familia Biokovinidae, de la superfamilia Biokovinoidea, del suborden Biokovinina y del orden Loftusiida. Su especie tipo es Tokayella taurica. Su rango cronoestratigráfico abarcaba desde el Pliensbachiense (Jurásico inferior) hasta el Alaniense (Jurásico medio).

## Discusión
Clasificaciones previas incluían Tokayella en el suborden Textulariina y en el orden Textulariida.

## Clasificación
Tokayella incluye a la siguiente especie:
- Tokayella taurica